# (73739) 1993 SV5
(73739) 1993 SV5 – planetoida z pasa głównego asteroid okrążająca Słońce w ciągu 3,24 lat w średniej odległości 2,19 j.a. Odkryta 17 września 1993 roku.